# حديث موضوع
الحديث الموضوع في علم الحديث هو الحديث المختلق المصنوع المكذوب على النبي ﷺ أو على من بعده من الصحابة أو التابعين، وهو شر الأحاديث الضعيفة، ولا تحل روايته لأحد علم حاله في أي معنى كان إلا مقرونا ببيان وضعه.

## التسمية
سُمي الحديث الموضوع «حديثا» بالنظر إلى زعم راويه، وأن صورته على صورة الحديث المعروف المكون من سند ومتن، والوضع في اللغة مأخوذ من وضع الشيء يضعه إذا حطه وأسقطه، ومأخوذ من الضعة وهي الانحطاط في الرتبة، ومأخوذ من وضعت المرأة ولدها إذا ولدته، وهي معاني تتناسب مع المعنى الاصطلاحي للحديث الموضوع، ففيه معنى السقوط والانحطاط في رتبته والتوليد أي إيجاد ما لم يكن موجودا، وإذا قيل حديث «موضوع» بإطلاق فيُقصد به المفترى المكذوب على النبي ﷺ، وأما المفترى على غيره فيُقيد بالمفترى عليه، فيقال: «موضوع على ابن عباس» و«موضوع على الإمام علي» «موضوع على مجاهد»

## أسباب الوضع
الغالب في الحديث الموضوع أن يكون متعمدا، وأقله ما يكون خطئا، وتتنوع الأسباب الدافعة لوضع الحديث.

### الحديث الموضوع عمدا
وتشمل أسبابه:
- تشويه الإسلام كما فعل الزنادقة أمثال أحمد بن عبد الله بن خالد الجويباري[4] وعبد الكريم بن أبي العوجاء، الذي لما أخذ ليُضرب عنقه قال: «وضعت فيكم أربعة آلاف حديث أحرم فيها الحلال وأحلل الحرام»، ورُوي أن الزنادقة وضعوا على رسول الله ﷺ أربعة عشر ألف حديث.[5]

- التقرب من السلطان بأن يختلق رواية توافق فعل السلطان وآراءه، ومثله غياث بن إبراهيم، الذي لما رأى أبو عبد الله المهدي يلعب بالحمام ذكر حديث «لا سبق إلا في نصل أو خف أو حافر»» وزاد فيه «أو جناح»، فترك المهدي الحمام بعدها وأمر بذبحها، وقال: «أنا حملته على ذلك»، وذكر أنه لما قام، قال: «أشهد أن قفاك قفا كذاب»[5]

- التكسب بوضع الحديث فيرتزق به الواضع في قصصه، أو يقلب سند الحديث ليُستغربه الناس، فيشد انتباههم ويرغبون في سماعه

- نصرة المذهب والرأي بإقامة دليل على ما أفتى به برأيه[5]

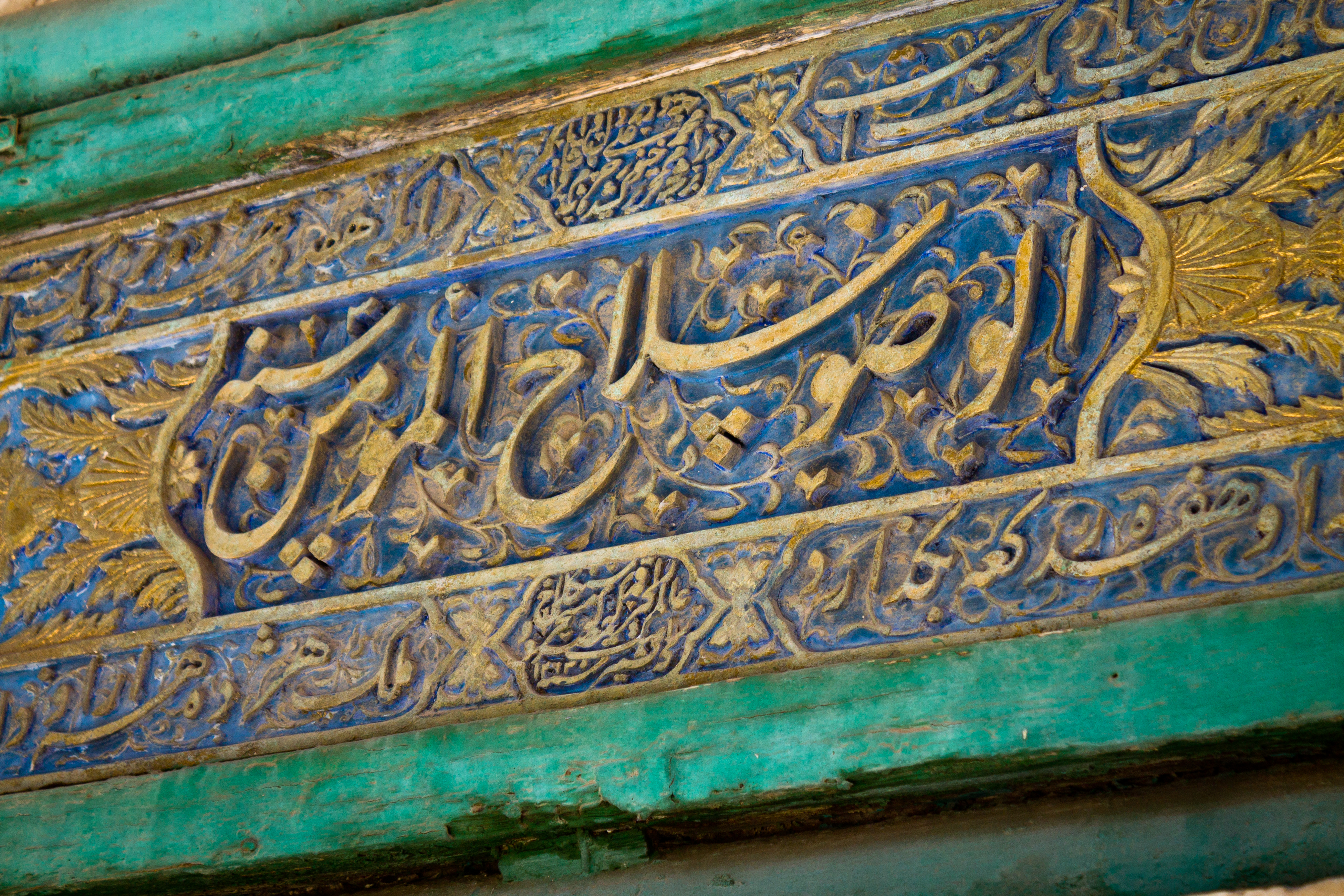
«الوضوء سلاح المؤمن» منقوشة على جدران مسجد محمد علي بالقاهرة، وقال الألباني عنه موضوع

- ترغيب الناس في الدين وقد نُقل عن بعض الكرامية والمتصوفة إباحة الوضع في الترغيب والترهيب، وقد اعتبر السيوطي أن أعظم الوضاعين ضررا هم المنسبون إلى الزهد الذين وضعوا الحديث حسبة في زعمهم، فقُبلت موضوعاتهم ثقة بهم.
  - منهم أبي عصمة نوح بن أبي مريم، ويُقال له «نوح الجامع»، والذي سُئل: «من أين ذلك عن عكرمة عن ابن عباس في فضائل القرآن سورة سورة، وليس عند أصحاب عكرمة هذا؟» فقال: «إني رأيت الناس قد أعرضوا عن القرآن واشتغلوا بفقه أبي حنيفة ومغازي ابن إسحاق، فوضعت هذا الحديث حسبة».[6]
  - ومنهم ميسرة بن عبد ربه الفارسي الذي كان يروي الموضوعات،[7] فقيل له: «من أين جئت بهذه الأحاديث، من قرأ كذا فله كذا؟» قال: «وضعتها أُرغب الناس فيها»، كما أقر بوضع سبعين حديثا في فضل علي بن أبي طالب.[5]

### الحديث الموضوع خطئا
برغم من أن الغالب في الحديث الموضوع أن يكون متعمدا، إلا أن بعض ممن وضع الحديث قد وضعه دون أن يشعر مثل:
- الحديث الموضوع بفعل الغير بأن يدس شخص حديثا موضوعا في كتب أحد أئمة الحديث مستغلا قربه منه مثل:
  - حماد بن سلمة الذي دس له ربيبه ابن أبي العوجاء في كتبه
  - معمر بن راشد الذي دس له ابن أخيه الرافضي في كتبه حديث موضوع عن الزهري[5]

- الحديث الموضوع من دون قصد بأن يقع الراوي في شبه الوضع من غير قصد، ولذا فإن هذا النوع لا يكون حديثا موضوعا حقيقة، بل هو أقرب للحديث المدرج، مثل:
  - الحديث الذي رواه ابن ماجه عن إسماعيل بن محمد الطلحي عن ثابت بن موسى الزاهد عن شريك عن الأعمش عن أبي سفيان عن جابر مرفوعا «من كثرت صلاته بالليل حسن وجهه بالنهار» فقد قال الحاكم: دخل ثابت على شريك وهو يملي الحديث قائلا: «حدثنا الأعمش عن أبي سفيان عن جابر قال: قال رسول الله ﷺ...» وسكت شريك ليعطى المستملي وقتا ليكتب، فلما نظر شريك إلى ثابت قال: «من كثرت صلاته بالليل حسن وجهه بالنهار». وكان يقصد بذلك ثابتا لزهده وورعه، فظن ثابت أن هذا متن ذلك الإسناد فكان يحدث به.[6]

## معرفة الحديث الموضوع
انكب العلماء على محاربة الأحاديث الموضوعة، وكان غرضهم تنقية الشريعة من الدخيل فيها، امتثالا للحديث المتواتر عن رسول الله ﷺ «من كذب علي متعمداً فليتبوأ مقعده من النار»، وقد بحث العلماء في الأسانيد، ورفضوا ما لا إسناد له، وتتبعوا عدالة رجال الإسناد وضبتهم، فميزوا بين الثقات وغيرهم، وحذروا الناس من الرواة الكذابين، وأظهروا كذبهم في الحديث ليعرفه، ووضعوا ضوابط يُكشف بها الحديث الموضوع، وألفوا المؤلفات في الأحاديث الموضوعة للتنبيه عليها والتحذير منها.

### علامات الحديث الموضوع
ذكر المحدثون أمورا كليه، يعرف بها كون الحديث موضوعا منها:

#### إقرار الراوي بوضع الحديث
- مثله: إقرار أبي عصمة نوح بن أبي مريم وإقرار ميسرة بن عبد ربه (انظر أعلاه).

#### الركة في اللفظ أو المعنى
ويدخل فيه اشتماله على مجازفات في الوعد والوعيد لا يقول مثلها رسول الله ﷺ، كالإفراط بالوعيد الشديد على الأمر الصغير، أو بالوعد العظيم على الفعل اليسير.
- مثله:

كما يدخل في لك تكذيب الحس له، وسماجته وكونه مما يسخر منه، أو أن يكون كلامه لا يشبه كلام الأنبياء، كأحاديث فضل الباذنجانن والأرز، والعدس، وغيرها
- مثله:

وكل حديث يشتمل على فساد أو ظلم، أو عبث، أو مدح باطل، أو ذم حق، كأحاديث ذم الترك، وذم الخصيان، وذم المماليك، وذم الحبشة والسودان، ومدح من اسمه محمد وأحمد، وأن كل من يسمى بهذه الأسماء لا يدخل النار.
- مثله:

#### وجود قرائن تدل على كذب الراوي
كأن يختلق الشخص حديثا ليحقق به غاية أو ينتصر به لرأي 
- مثله: ما أسنده الحاكم عن سيف بن عمر التميمي قال: كنت عند سعد بن طريف فجاء ابنه من الكتاب يبكي، فقال: «مالك؟» قال: «ضربني المعلم» قال: «لأخزينهم اليوم» حدثني عكرمة عن ابن عباس مرفوعا:

- ومثله: لما قيل لمأمون بن أحمد الهروي: ألا ترى إلى الشافعي ومن تبعه بخراسان؟ فقال حدثنا أحمد بن عبد الله حدثنا عبيد الله بن معدان الأزدي عن أنس مرفوعا:

#### غياب الحديث من صدور الرواة وبطون الكتب
فلم يسمع به أحد من رواة الأحاديث، ولم يدونه أحد في أي من كتب السنة  
- مثله:

#### مخالفة الحديث للمنقول أو المعقول أو الأصول
كأن يخالف الحديث صريح القرآن، أو صريح السنة المتواترة، أو الإجماع القطعي مع عدم إمكان الجمع والتوفيق.
- مثله:

ومما يندرج فيه أيضا أن يكون الحديث عن أمر جسيم، تتوفر الدواعي على نقل جمع من الصحابة له، ثم لا ينقله منهم إلا واحد
- مثله:

أو يخالف العقل ولا يقبل التأويل، كأن يشتمل على أمر تدفعه المشاهدة أو الواقع التاريخي، أو يشتمل على تواريخ أيام مستقبلة
- مثله:

### الألفاظ الدالة على الحديث الموضوع
يستخدم علماء الحديث ألفاظ للدلالة على الحديث موضوع، إما بالتصريح كلفظ «حديث موضوع»، «كذب»، «باطل»، وقول الأئمة الكبار «لا أعرفه» أو «لا أصل له» أي ليس له إسناد يُعرف، أما قولهم «لا يثبت» أو «لا يصح» فليسا نصا على وضعه، لأنه لا يلزم من عدم الصحة أو عدم الثبوت الوضع.
أما الألفاظ الدالة على الوضع كناية فمثل قولهم: «هذا الحديث من بلايا فلان»، «سنده مظلم»، «عليه ظلمات» وهذه العبارات تكثر في «ميزان الاعتدال في نقد الرجال» للذهبي، و«لسان الميزان» لابن حجر، وأما قولهم: «حديث مطروح» فمنهم من ألحقه بالموضوع، ومنهم من جعله دون الموضوع، ومنهم من جعله كالحديث المتروك.